# مهدی میثاقیه

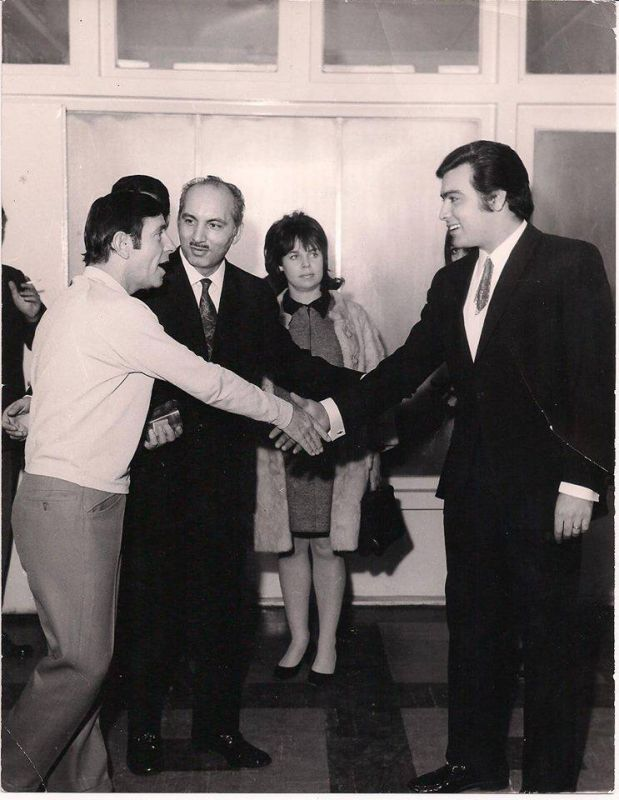
نورمن ویزدوم (چپ) مهدی میثاقیه (وسط) منوچهر وثوق (راست) در ایران سال ۱۳۴۰

مهدی میثاقیه (۱۳۰۶ تهران – ۱۳۷۰) تهیه‌کننده سرشناس سینمای قبل از انقلاب در ایران بود.
او در سال ۱۳۳۰ با بازیگری وارد سینمای ایران شد و در سال ۱۳۳۲ با همکاری برخی دیگر استودیو فیلم کارون را بنیان نهاد. استودیو میثاقیه توسط او در سال ۱۳۳۸ تأسیس گردید که بسیاری از فیلم‌های آن زمان در این استودیو تولید شدند. او همچنین مالک سینما کاپری (بهمن کنونی) و سینما فرهنگ بود. او سینما فرهنگ را قبل از انقلاب به بهروز وثوقی فروخت و سینما کاپری بعد از انقلاب مصادره شد. استودیو میثاقیه هم مصادره و به بنیاد سینمایی فارابی تبدیل گردید. پس از این تحولات بسیاری از فیلمنامه‌های موجود در استودیو میثاقیه به نام دیگران به تصویب رسید و پی‌گیری‌های نویسندگان اصلی ثمری نداشت.
به نوشتهٔ ایران‌وایر میثاقیه پس از انقلاب ۱۳۵۷ به دلیل بهایی بودن به زندان رفت.
با تلاش و راهنمایی نصرت کریمی که با او هم‌بند بود مذهب خود را به شیعه تغییر داد و این اتفاق یکی از دلایل آزادی آن دو از زندان شد. پس از آزادی میثاقیه که یکی از پولدارترین تهیه‌کنندگان سینمای ایران بود در فقر کامل زیست. چرا که تمام اموالش از استودیو میثاقیه و سینما کاپری همان بهمن فعلی به جرم بهایی بودن مصادره شده بود. و بعد از چند سال زندگی در فقر درگذشت و زندگی پر ماجرایش پایان یافت. او تهیه‌کننده آثار مشهوری چون گوزنها. خاک. پستچی. صادق کرده و سلطان قلبها بود.

## فیلم‌شناسی

### کارگردان
- مرد حنجره طلایی (۱۳۴۷)
- انسان‌ها (۱۳۴۳)

### نویسنده
- مرد حنجره طلایی (۱۳۴۷)
- انسان‌ها (۱۳۴۳)

### تهیه‌کننده
- جای امن (۱۳۵۶)
- ماهی‌ها در خاک می‌میرند (۱۳۵۶)
- برهنه تا ظهر با سرعت (۱۳۵۵)
- گوزن‌ها (۱۳۵۳)
- خاک (۱۳۵۲)
- فرزند شمشیر (۱۳۵۲)
- بلوچ (۱۳۵۱)
- پستچی (۱۳۵۱)
- حکیم‌باشی (۱۳۵۱)
- سرزمین دلاوران (۱۳۵۱)
- صادق کرده (۱۳۵۱)
- صلاح‌الدین ایوبی (۱۳۵۱)
- این گروه زبل (۱۳۵۰)
- درختان ایستاده می‌میرند (۱۳۵۰)
- رسوای عشق (۱۳۵۰)
- سه دلاور / سه دلاور بی‌باک (۱۳۵۰)
- شیادان (۱۳۵۰)
- محلل (۱۳۵۰)
- آدم و حوا (۱۳۴۹)
- تاکسی عشق (۱۳۴۹)
- حادثه جویان (۱۳۴۹)
- شهر گناه (۱۳۴۹)
- عروس بیانکا (۱۳۴۹)
- روسپی (۱۳۴۸)
- قاتلین هم می‌گریند (۱۳۴۸)
- ببر مازندران (۱۳۴۷)
- دزد سیاهپوش (۱۳۴۷)
- سلطان قلب‌ها (۱۳۴۷)
- مرد حنجره طلایی (۱۳۴۷)
- مرد بی‌ستاره (۱۳۴۶)
- مردی از اصفهان (۱۳۴۶)
- نیم وجبی (۱۳۴۶)
- بی‌عشق هرگز (۱۳۴۵)
- حاتم طائی (۱۳۴۵)
- سه ناقلا در ژاپن (۱۳۴۵)
- سرسام (۱۳۴۴)
- سه کارآگاه خصوصی (۱۳۴۴)
- انسان‌ها (۱۳۴۳)
- سه تفنگدار (۱۳۴۳)
- ساحل انتظار (۱۳۴۲)
- فرار (۱۳۴۲)
- نابغه هفت‌ماهه (۱۳۴۲)
- وحشت (۱۳۴۲)
- کلید (۱۳۴۱)
- فریاد نیمه شب (۱۳۴۰)
- شب‌نشینی در جهنم (۱۳۳۵)
- مهتاب خونین (۱۳۳۴)